# كاوك
كاوك Cuijk  بلدية وبلدة بمقاطعة شمال برابنت، جنوبي هولندا.

## طوبوغرافيا
خريطة طوبوغرافية هولندية لبلدية كاوك، يونيو 2015، (تقرأ بعد ثلاث نقرات على الخريطة).

## معرض صور

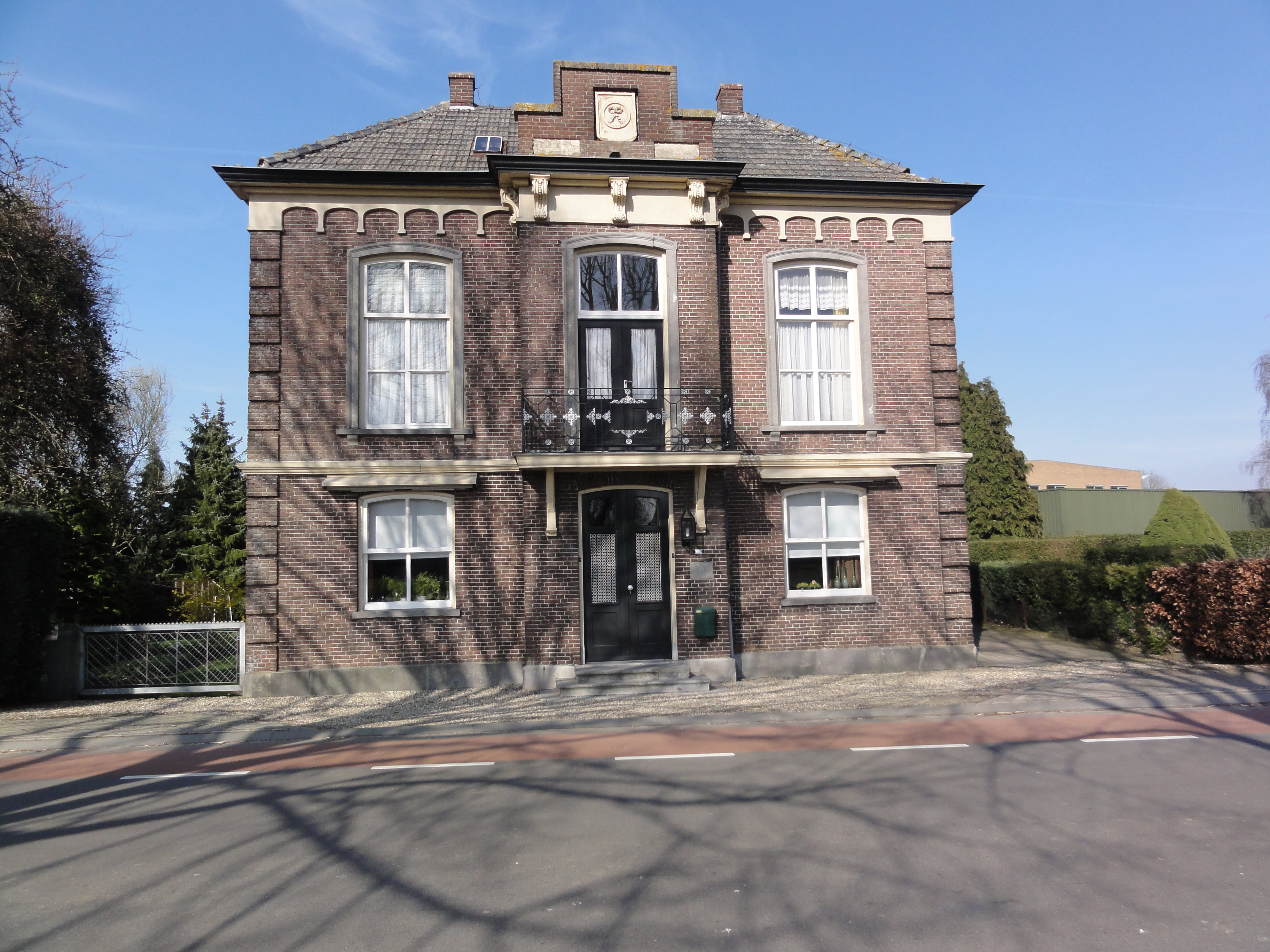
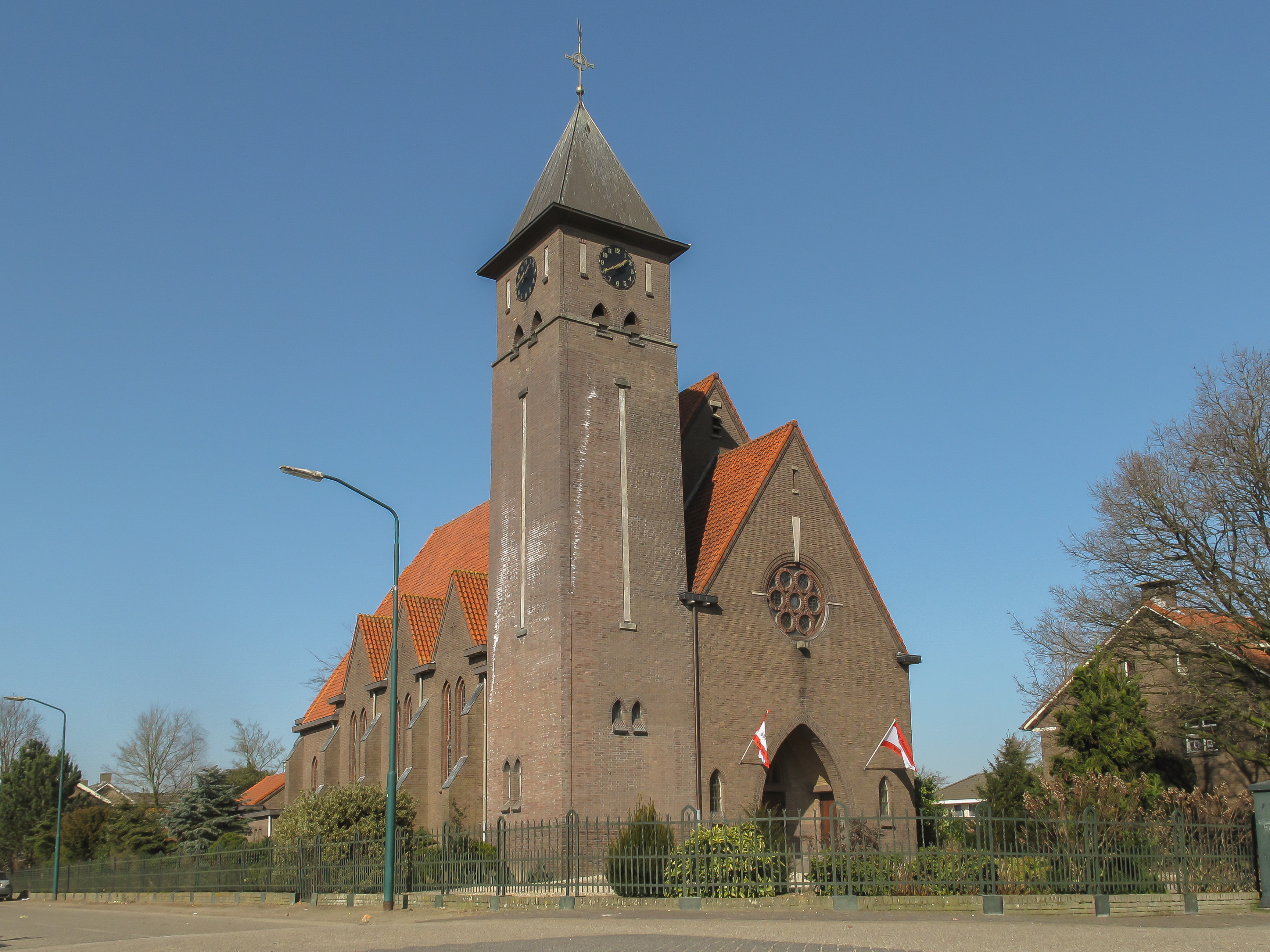
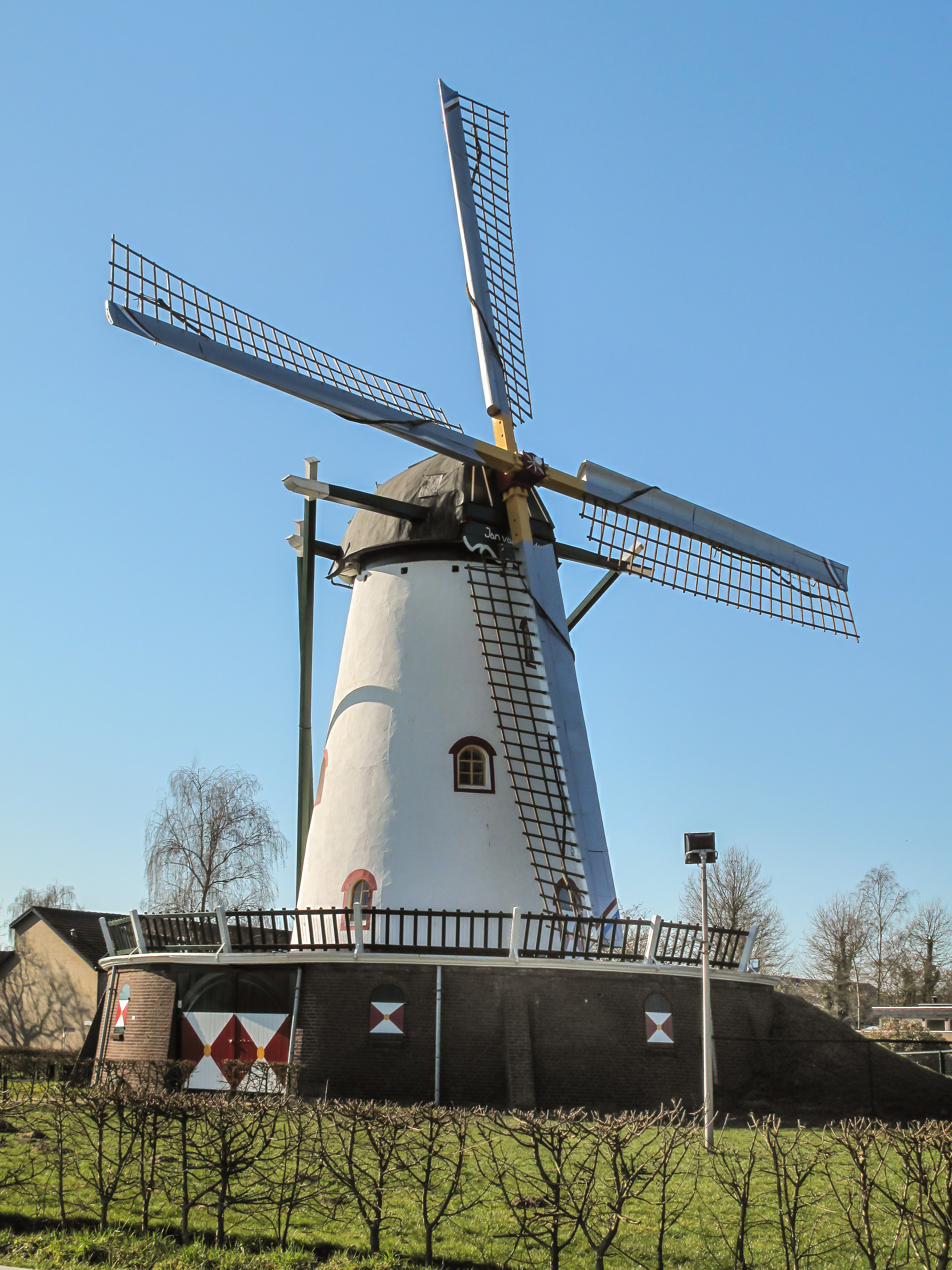
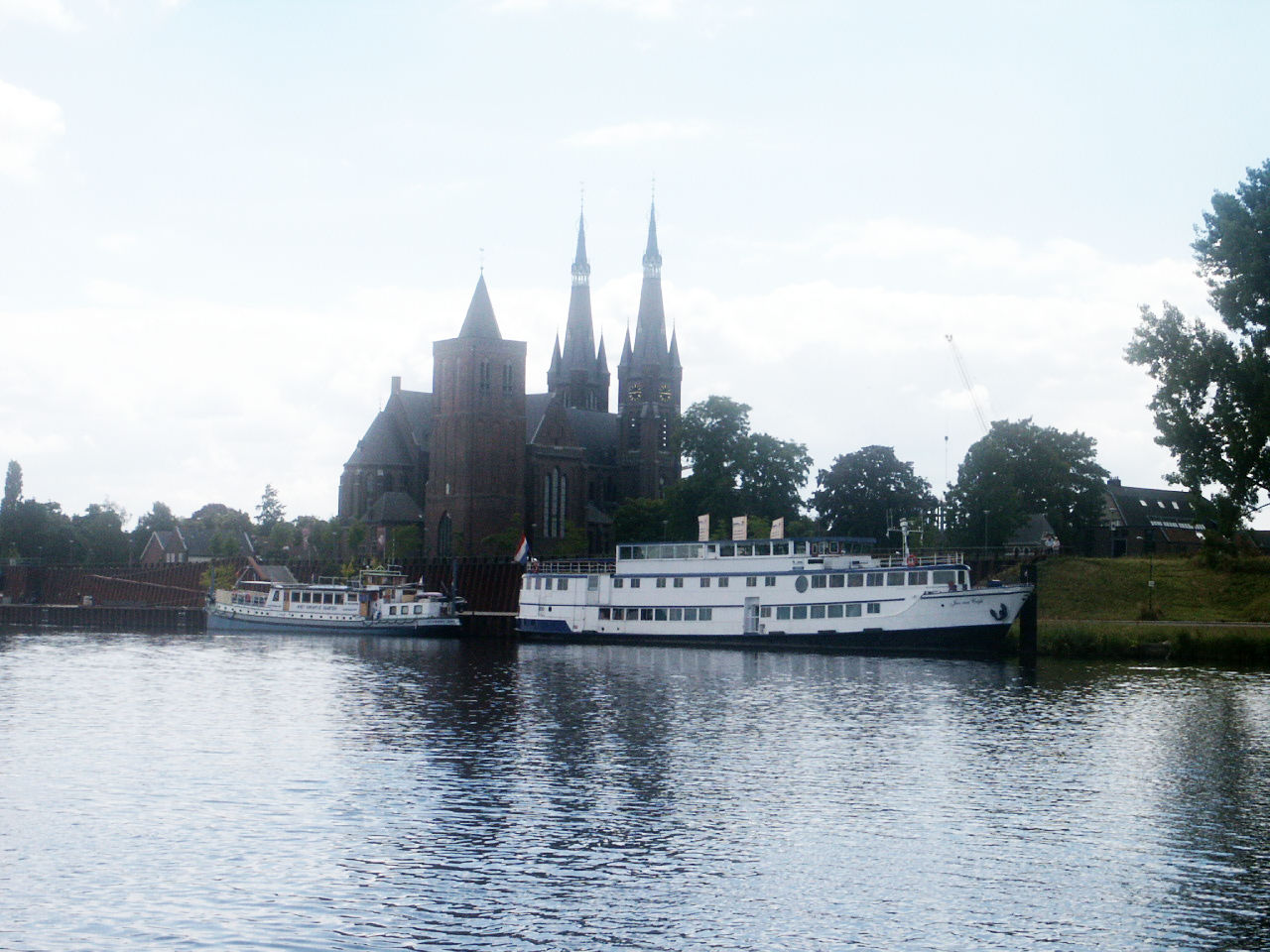
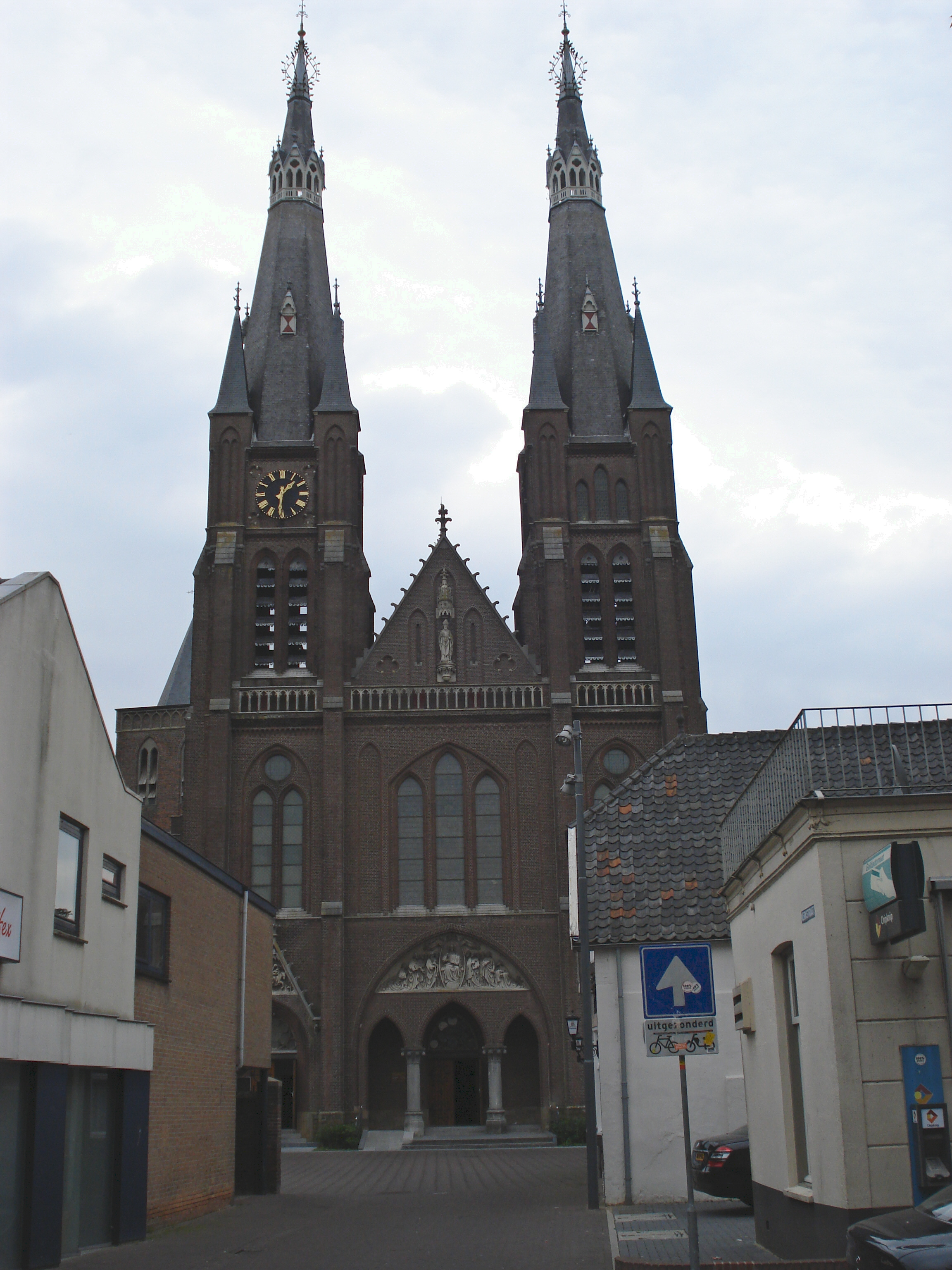

## توأمة
لكاوك اتفاقيات توأمة مع:
- برشيروف [5]